# Madame Auring
Aurea Elfero, coneguda professionalment com a Madame Auring (11 de març de 1940 - 30 d'octubre de 2020), va ser una endevina i actriu filipina. Segons el seu propi relat, va ser una de les "cinc dones més famoses d'Àsia durant la dècada de 1990". Va morir el 30 d'octubre de 2020, a l'edat de 80 anys.